# Euphorbia antilibanotica
Euphorbia antilibanotica là một loài thực vật có hoa trong họ Đại kích. Loài này được Mouterde mô tả khoa học đầu tiên năm 1970.